# Callum Blue
Daniel James Callum Blue, född 19 augusti 1977 i London, England, är en brittisk skådespelare, främst känd för rollen som Mason i tv-serien Mitt liv som död. Han medverkade även, i rollen som Anthony Knivert, i TV-serien The Tudors. Han hade även en roll i En prinsessas dagbok 2 – kungligt uppdrag (2004). Han spelade en klon av Kryptons värste skurk General Zod i den 9:e säsongen av Smallville och fick sedan spela den riktige Zod i säsong 10:s avsnitt Dominion.
Blue studerade vid Mountview Theatre School i London.

## Filmografi (urval)
- 2003–2004 – Mitt liv som död (TV-serie)
- 2004 – En prinsessas dagbok 2 - kungligt uppdrag
- 2005–2006 – The Tudors (TV-serie)
- 2005–2006 – Related (TV-serie)
- 2007–2011 – En callgirls dagbok (TV-serie)
- 2009–2011 – Smallville (TV-serie)
- 2011 – Colombiana